# Candice Rialson
Candice Rialson (auch Candy Rialson; * 18. Dezember 1951 in Santa Monica, Kalifornien; † 31. März 2006 in Palmdale, Kalifornien) war eine US-amerikanische Schauspielerin, die vor allem in B-Filmen spielte.

## Leben
Rialson gewann mit 18 Jahren in einem Schönheitswettbewerb den Titel „Miss Hermosa Beach“ und gab im gleichen Jahr ihr Filmdebüt als Bikinimädchen in der Komödie The Gay Deceivers von Bruce Kessler. Sie spielte in den 1970ern in einigen Exploitationfilmen wie Animal Women – Animalische Frauen (1974), Mama’s Dirty Girls (1974) und Summer School Teachers (alle 1974) mit. Einige Gastauftritte in Fernsehserien wie Shaft und Maude machten sie auch einem breiteren Publikum bekannt.
Sie spielte außerdem Nebenrollen in den Hollywood-Filmen Flucht ins 23. Jahrhundert, Im Auftrag des Drachen und Mel Brooks’ letzte Verrücktheit: Silent Movie. Ihre bekannteste Rolle hatte sie in Joe Dantes Film In Hollywood ist der Teufel los.
1980 beendete sie ihre Schauspielkarriere und zog nach Studio City und bekam ein Kind. Sie starb am 31. März 2006 in Palmdale, Kalifornien, an einer Lebererkrankung.
Quentin Tarantino bezeichnete Candice Rialson als Inspiration für den Charakter Melanie Ralston in Jackie Brown.

## Filmografie
- 1969: The Gay Deceivers
- 1974: Animal Women – Animalische Frauen (Pets)
- 1974: The Girl on the Late, Late Show (Fernsehfilm)
- 1974: Candy Stripe Nurses
- 1974: Summer School Teachers
- 1974: Mama’s Dirty Girls
- 1975: Im Auftrag des Drachen (The Eiger Sanction)
- 1976: In Hollywood ist der Teufel los (Hollywood Boulevard)
- 1976: Mel Brooks’ letzte Verrücktheit: Silent Movie (Silent Movie)
- 1976: Flucht ins 23. Jahrhundert (Logan’s Run)
- 1977: Chatterbox
- 1977: Bloody Whiskey (Moonshine County Express)
- 1977: Stunts – Das Geschäft mit dem eigenen Leben (Stunts)
- 1979: Philadelphia Clan (Winter Kills)